# イヴ・セジウィック
イヴ・コゾフスキー・セジウィック（Eve Kosofsky Sedgwick、1950年5月2日 - 2009年4月12日）は、アメリカ合衆国の文学研究者である。専門はジェンダー論、クィア理論。

## 経歴
1950年5月2日、オハイオ州デイトンに生まれる。旧姓はコゾフスキーである。子供のころ、メリーランド州ベセスダに移り住んだ。コーネル大学を卒業した後、イェール大学で博士号を取得した。1969年にハル・セジウィックと結婚した。なお、イヴは両性愛者であったと言われている。
1985年の著書『男同士の絆―イギリス文学とホモソーシャルな欲望』により、「ホモソーシャル」という概念を普及させた。1990年の著書『クローゼットの認識論 セクシュアリティの20世紀』は、彼女の最もよく知られた作品であるとされている。同書ではオスカー・ワイルド、ヘンリー・ジェイムズ、マルセル・プルーストなどを取り上げている。
ハミルトン・カレッジ、ボストン大学、アマースト大学、デューク大学、ニューヨーク市立大学大学院センターで教鞭を執った。
2009年4月12日、長期間にわたる乳癌との闘病の末、ニューヨークで死去。58歳没。

## 著書

### 単著
- The Coherence of Gothic Conventions (Arno Press, 1980)
- Between Men: English Literature and Male Homosocial Desire (Columbia University Press, 1985)
  - 上原早苗、亀澤美由紀 訳『男同士の絆―イギリス文学とホモソーシャルな欲望』名古屋大学出版会、2001年。ISBN 978-4-8158-0400-8。
- Epistemology of the Closet (University of California Press, 1990, new ed., 2008)
  - 外岡尚美 訳『クローゼットの認識論 セクシュアリティの20世紀』青土社、1999年。
- Tendencies (Duke University Press, 1993)
- Fat Art, Thin Art (Duke University Press, 1994)
- A Dialogue on Love (Beacon Press, 1999)
- Touching Feeling: Affect, Pedagogy, Performativity (Duke University Press, 2003)
  - 岸まどか 訳『タッチング・フィーリング 情動・教育学・パフォーマティヴィティ』小鳥遊書房、2022年。

### 編著
- Gary in Your Pocket: Stories and Notebooks of Gary Fisher (Duke University Press, 1996)
- Novel Gazing: Queer Readings in Fiction (Duke University Press, 1997)

### 共編著
- Performativity and Performance (co-edited with Andrew Parker, Routledge, 1995)
- Shame and its Sisters: A Silvan Tomkins Reader (co-edited with Adam Frank, Duke University Press, 1995)

## 受賞
- 1987年 - グッゲンハイム・フェロー[8]